# Демидівська сільська рада (Тростянецький район)
| Демидівська сільська рада — колишній орган місцевого самоврядування у Тростянецькому районі Вінницької області з адміністративним центром у с. Демидівка. Сільській раді були підпорядковані населені пункти: - с. Демидівка |

## Склад ради
Рада складалася з 15 депутатів та голови.

## Керівний склад сільської ради
| ПІБ                          | Основні відомості                                                                             | Дата обрання | Дата звільнення |
| ---------------------------- | --------------------------------------------------------------------------------------------- | ------------ | --------------- |
| Анченко Володимир Григорович | Сільський голова, 1970 року народження, освіта, член Народно-демократичної партії             | 26.03.2006   | 25.06.2008      |
| Анченко Роман Миколайович    | Сільський голова, 1978 року народження, освіта, член Всеукраїнського об'єднання «Батьківщина» | 30.11.2008   | 31.10.2010      |
| Анченко Роман Миколайович    | Сільський голова, 1978 року народження, освіта середня спеціальна, безпартійний               | 31.10.2010   |                 |

Примітка: таблиця складена за даними джерела